# Kostrena
Kostrena (olaszul: Costrena) község az azonos nevű félszigeten Horvátországban, Tengermellék-Hegyvidék megyében. Közigazgatásilag Doričići, Dujmići, Glavani, Kostrena Sveta Barbara, Kostrena Sveta Lucija, Maračići, Martinšćica, Paveki, Perovići, Plešići, Randići, Rožići, Rožmanići, Šodići, Šoići, Urinj, Vrh Martinšćice, Žuknica és Žurkovo települések tartoznak hozzá.

## Fekvése
Fiume város délkeleti szomszédságában a Tengermelléken, a Martinščica-öböl és a Bakari-öböl által határolt területen a Kostrena-félszigeten fekszik. A Kostrena-félsziget mintegy tíz kilométer hosszan nyúlik el és partjai enyhén lejtenek a tenget felé. Legmagasabb pontjai a 242 méter magas „Solin” és a 280 méteres „Humčina”. A félsziget szinte teljes hosszúságában strandok találhatók, melyeket a nyári időszakban fürdőzők ezrei töltenek meg. Közülük a legismertebbek és legnépesebbek Žurkovo, azután Smokvinovo, Svežanj, Spužvina, Podražica, Nova voda és Perilo. A község területén tizenkét falu található, melyek többsége családok neveit viseli. A legnépesebbek Vrh Martinšćica, Glavani, Sv. Lucija, Rožmanići és Paveki. Sziklás táj mediterrán növényzettel és a jellegzetes kőből rakott határhalmokkal. A község két részre, Sv. Lucijára és Sv. Barbarára oszlik, aszerint hogy a területén levő falvak melyik templomhoz tartoznak.

## Története
A régészeti leletek tanúsága szerint területe az őskortól fogva folyamatosan lakott volt. A „Gradina Solin” nevű lelőhely a neolitikumtól a középkorig tartó folyamatos emberi jelenlét régészeti helyszíne. A késő ókorban itt őrtorony állt, amely a Claustra Alpia Iuliarum védelmi rendszeréhez tartozott.
Kostrena első írásos említése a 15. század elején történt. A Frangepánok birtoka volt, később a politikai események függvényében politikai-igazgatási szempontból hol közelebb, hol távolabb került Fiume szabad királyi városától. Így 1776-tól a Tengermellékkel együtt különleges területi igazgatási egységet alkotott. 1790-ben II. Lipót király a Tengermelléket benne Kostrenával újra Horvátországhoz és rajta keresztül a magyar koronához csatolta, míg Bakar és Kraljevica vásárjoggal és szabad kikötővel rendelkező városok lettek. II. József idejében Kostrenán évente bíróválasztás volt. A francia uralom idején 1809 és 1813 között az Illír Provincia része volt és Kostrenának Maire személyében önálló vezetője volt.
A község először 1874-ben lett önálló, de ez az önállóság akkor mindössze két évig tartott. Lakói mindig szorosan kötődtek a tengerhez, melyhez a község története is kapcsolódik. Híres tengerészkapitányai közül említésre méltó Pavao Randić aki megnyitása után elsőként hajózott át a Szuezi-csatornán. Erazmo Bernard Tićac volt a fő tervezője az első atom meghajtású kereskedelmi hajónak a „Savahan”nak. Az itteni tengerészek hírnevét öregbítette Kuzma Franelić a Titanic katasztrófa során mentette az áldozatokat. Kostrena nemcsak tengerészeiről, hanem hajóépítőiről és hajótulajdonosairól is híres volt. A 19. század második felében a kostrena sveta barbarai hajótulajdonosoknak 20 hajójuk és további 48-ban tulajdonrészük, a kostrena sveta lucijaiaknak 13 hajójuk és további 31-ben tulajdonrészük volt.